# Круговов, Вадим Иванович
Вадим Иванович Круговов (13 мая 1934, Ленинград — 14 июня 2019, Санкт-Петербург) — русский прозаик, драматург, поэт, дизайнер, график, художественный критик, профессор Международной Славянской академии наук (1998), член Союза писателей России. Член художественной группы «Остров».

## Биография
Родился 13 мая 1934 года в Ленинграде в семье военного топографа. Пережив тяжёлую блокадную зиму 1941-42, в начале весны был эвакуирован через Ладогу в Ярославскую область. Вернувшись в Ленинград и закончив семилетку, поступил в Училище им. Штиглица на архитектурный факультет. После окончания был направлен работать в Военморпроект г. Таллинна, где проектировал припортовые ангары, складские корпуса, пока не пришло время служить в советской армии.
За три года службы написал несколько сценариев для полковой самодеятельности, в том числе пьесу «Шок» о запуске первого космического спутника и о реакции на событие американских бизнесменов и учёных (на конкурсе самодеятельных полковых коллективов пьеса заняла первое место).
После армии окончил философский факультет ЛГУ. Работал в НИИ, затем на заводе руководителем бюро технической эстетики.
С начала 1970-х был среди «андеграундных» художников, участник группы «Остров». Тогда же регулярно печатается в журналах и коллективных сборниках.
По его повести «Старший мастер» центральное телевидение в 1975 году сняло одноимённый спектакль (реж. В. Загоруйко, в ролях ― В. Бочкарёв, А. Вознесенская, А. Дик, Л. Круглый, М. Лобанов, В. Любимов, П. Чернов и др.), который вошёл в цикл телеспектаклей на социальные темы «Наши соседи». Его первая повесть «Последнее построение» и рассказы из армейской жизни были опубликованы в 1984 в издательстве «Молодая гвардия». Роман «На контроле» (1987) и повесть «Эхо» (1991) выделяются знанием проблем, происходящих в жизни. В основе романа лежат судьбы людей активной жизненной позиции, чутко реагирующих на несправедливость, косность, равнодушие.
В 1991 принят в Союз писателей России.
В 1992 опубликовал детективную повесть для детей «УНИК» (универсальный компьютер), в которой изображён любопытный школьник, помещённый в футляр робота и после совершения экскурсии по заводу попадающий для оценки с настоящими роботами в гос. комиссию. Реальность, фантастика и чувство юмора позволяют показать неисчерпаемые способности человека, который, изобретая суперумные машины, всегда находит повод посмеяться над ними.
С 1994 был главным художником издательства СП России «Редактор». Принимал участие в выставках живописи и графики.
Умение находить в прозе жизни поэтическую основу отличало Круговова. В результате явилась книга стихов и пародий, проиллюстрированная им самим — «Даты» (2003).
В эти годы основное внимание уделялись работе над трилогией, посвящённой жизни современного общества, жизни страны конца XX века. Первая часть ― роман «Разгон» ― опубликован в 1991 году.
В 2009 вышла книга «Эхо 3», дополненная новыми главами.
В ноябре 2016 года в галерее «S.P.A.S.» прошла персональная выставка картин В. Круговова.
Скончался 14 июня 2019 года.

## Сочинения
- Буза: Повесть / Рис. А. Пастернака // Дружба. — Л.: Детская литература, 1969 — с.30-45[4]
- Элегия: [Юмореска] // Аврора, 1971, № 7 — с.79
- Старший мастер: Повесть. 1973 // Точка опоры: Вып.2. — Л.: Лениздат, 1973 — с.5-71[5]
- Веселенькая игрушка: Сказка-быль / Рис. П. Иванова // Искорка (Ленинград), 1976, № 9 — с.28-31
- Умник: [Рассказ] / Рис. К. Дмитриева // Искорка (Ленинград), 1977, № 1 — с.51-58
- Партнёры: Скетч // Слово с эстрады: Вып.3. — М.: Искусство, 1978 — с.34-40
- Обретение зрелости: Повесть, 1978 год — антология «Молодой Ленинград`78», 1978[6]
- Умник: Фантастическая повесть / Рисунки А. Слепкова // Костёр (Ленинград), 1980, № 3 — с.20-25; № 4 — с.40-41; № 5 — с.37-41
- Последнее построение: Повесть / Худ. В. Юдин. — М.: Молодая гвардия, 1984. — 80 с. — (Библиотека журнала ЦК ВЛКСМ «Молодая гвардия»).
- На контроле: Роман / Худ. А. В. и А. В. Тимофеевы. — Л.: Дениздат, 1987
- Разгон: Роман. — Л.: ЛИО «Редактор», 1991
- Эхо: Повесть. Л., 1991
- УНИК: Фантастическая повесть / Оформление автора. — Л.: [Художественная литература], 1990. — 40 с. — (Библиотека детектива).
- Из зала суда: [Рассказ] // Гном (Астрахань), 1999, № 2 — с.6
- Даты: Стихотворения, рисунки. СПб., 2003
- Эхо 3: Повесть .СПб., 2009
- Цель поймана, товарищ министр!: Пьеса. СПб., 2010.
- Кон: Роман. — СПб., 2012

## Публицистика
- В. Круговов. Сотворение образа. Предисловие к сб. стихотворений Виктора Кречетова. СПб.,1996.
- Дейв Дункан «Большая игра»: [Рецензия] // Гном (Астрахань), 1999, № 1 — с.3
- Дейв Дункан «Разбойничья дорога» и «Приют охотника»: [Рецензия] // Гном (Астрахань), 1999, № 1 — с.5
- Роберт Джордан и его цикл «Колесо Времени»: [Рецензия] // Гном (Астрахань), 1999, № 2 — с.4
- Рецензия на трилогию Д. Джонс «Ученик пекаря» // Гном (Астрахань), 1999, № 4 — с.7
- В. Круговов. Ищущий во тьме. В сб. «Виктор Кречетов глазами учеников, друзей, писателей». СПб., 2001. С.234-235.

## Иллюстрации и книги
- Иллюстрации к произведениям о Шерлоке Холмсе.
- Дроздов И. В. Последний Иван / Илл. В. И. Круговов. — СПб.: ЛИО Редактор, 1998. — С. 191, 222. — 388 с. — (Русский роман).
- Дроздов И. В. Оккупация: Роман-воспоминание / Илл. В. И. Круговов. — СПб.: ЛИО Редактор, 2000. — (Русский роман).
- Дроздов И. В. Похищение столицы / Илл. В. И. Круговов. — СПб.: ЛИО Редактор, 2001. — (Русский роман).